# 埃斯科尔卡 (巴利阿里群岛)
埃斯科尔卡（西班牙语）是西班牙巴利阿里群岛的一个市镇。总面积139平方公里，总人口257人（2001年），人口密度2人/平方公里。